# MegaBosch
MegaBosch ist eine deutschsprachige Endzeit-Rock-Band aus dem Raum Hannover, die 2009 gegründet wurde.
Anfangs als reines Spaßprojekt für Endzeit-LARP-Veranstaltungen gegründet, zog die Band größere Aufmerksamkeit auf sich, als sie 2013 und 2014 auf dem Wacken Open Air auf einer eigens für sie konstruierten Bühne auftraten. Auffällig waren die Bauweise aus rostigen Schiffscontainern im postapokalyptischen Stil, passend zu Filmen wie Mad Max oder Waterworld, und große Gas-Feuerinstallationen. Inzwischen ist die Bühne offizielle Wacken-Bühne (Wasteland Stage).

## Geschichte

### Reale Welt

#### 2009 bis 2010
Das erste Mal traten MegaBosch 2009 auf dem F.A.T.E. III, einer Endzeit-LARP-Kampagne von Lost Ideas auf. Damals bestand MegaBosch nur aus General PAUSE und General MIDI.

2010 entstand das Musikvideo zu Es ist Geil. Die Szenen wurden auf dem Gelände des ehemaligen sowjetischen Truppenübungsplatzes bei Mahlwinkel gedreht. Die Veröffentlichung festigte den Stellenwert der Band innerhalb der deutschen Endzeit-Szene.

#### 2011 bis 2012
2011 wurde MegaBosch zu einer kompletten Band ausgebaut. In Sergeant PEPPER fand man einen Bassisten, der sowohl musikalisch gut in die Band passte, als auch passionierter Liverollenspieler war. Die Position des Schlagzeugers blieb noch eine Weile unbesetzt. In der Übergangszeit spielte die Band mit einer sogenannten „Drum Machine“ – „...eine Art überdimensionale Spieluhr aus alten Fässern, Elektromotoren und jeder Menge Schrott.“ Ende des Jahres komplettierte aber schließlich Private PARTS die Band am Schlagzeug.
Der erste öffentliche Auftritt außerhalb des LARP war schließlich im Mai 2012 auf der Role Play Convention in Köln, der größten Rollenspielermesse Europas. Sowohl Konzept als auch Musik kamen bei Publikum und Veranstalter so gut an, dass MegaBosch im Anschluss für das Wacken Open Air 2013 gebucht wurde, wofür eine eigens für die Band konstruierte und zum Setting passende Bühne gebaut werden sollte.

#### 2013 bis 2015
So wurde 2013 beim Wacken Open Air auf dem Gelände des Wackinger Villages zum ersten Mal die Wasteland Stage aus alten Schiffcontainern und rostigem Stahl aufgebaut. Bei ihren Auftritten wurde MegaBosch unterstützt von Henry Hots Feuerinstallationen anstelle einer normalen Lightshow. Darüber hinaus belebten die Schausteller der Wasteland Warriors den Endzeit Bereich. Da MegaBosch zu diesem Zeitpunkt außerhalb der Liverollenspiel-Szene nahezu unbekannt waren, hatte der Veranstalter darauf gesetzt, die Band möglichst viel spielen zu lassen, um so neues Publikum für sich zu gewinnen. Über alle Festivaltage wurden tagsüber mehrere kurze Teaser geplant und abends längere Konzerte. Am Ende des Festivals hatten MegaBosch 13 Auftritte gespielt und beim Abschlusskonzert war der Platz vor der Wasteland Stage mit vielen tausend Menschen gefüllt.
Da MegaBosch bis dahin noch keine CD-Veröffentlichung hatte, produzierte die Band für die Auftritte auf dem Wacken Open Air 2013 ihre EP 2000 Watt in Eigenregie (700 verkaufte Exemplare). Weitere Videoveröffentlichungen mit Material vom Wacken 2013 folgten (Welcome to Paradise City und Hammerfist-LIVE).
Die Resonanz des Publikums auf dem W:O:A 2013 war derart gut, dass das gesamte Konzept des Wasteland Bereichs in den Jahren 2014 und 2015 weitergeführt wurde.
Angekündigt für 2016 sind die Produktion von MegaBoschs Debüt-CD bei dem renommierten Produzenten Tommy Newton und weitere Endzeit-Liverollenspiele.

### Fiktive Welt

#### Allgemeiner Hintergrund
Das fiktive Setting der Endzeit-LARPs, für die sich MegaBosch gegründet hatten, hält sich grob an Genre-Vorlagen wie Mad Max oder Fallout. Zwar gibt es keinen allgemeingültigen von allen LARP-Spielern akzeptierten Hintergrund, der zu dem spielrelevanten Endzeit-Szenario geführt hat, aber es gibt Richtlinien, an die sich alle Spieler halten.
Allgemein anerkannte Spielgrundlage ist, dass die Erde irgendwann zwischen den 1930er- und 1980er-Jahren eine große Katastrophe erlitten hatte, welche dazu führte, dass der größte Teil der Menschheit ausgelöscht wurde. Während die Katastrophe („der große Knall“ oder „das große Feuer“) nicht genau betitelt wird, werden doch deren Auswirkungen im Spiel in Form von radioaktiver Strahlung und einer dekadenten Mangelgesellschaft differenzierter dargestellt. Spannung wird unter anderem dadurch erzeugt, dass verschiedene Fraktionen in einer lebensfeindlichen Welt um ihr eigenes Überleben, bzw. das der Gruppe kämpfen. Das Spieljahr ist ca. 150 Jahre nach der Katastrophe angesiedelt.

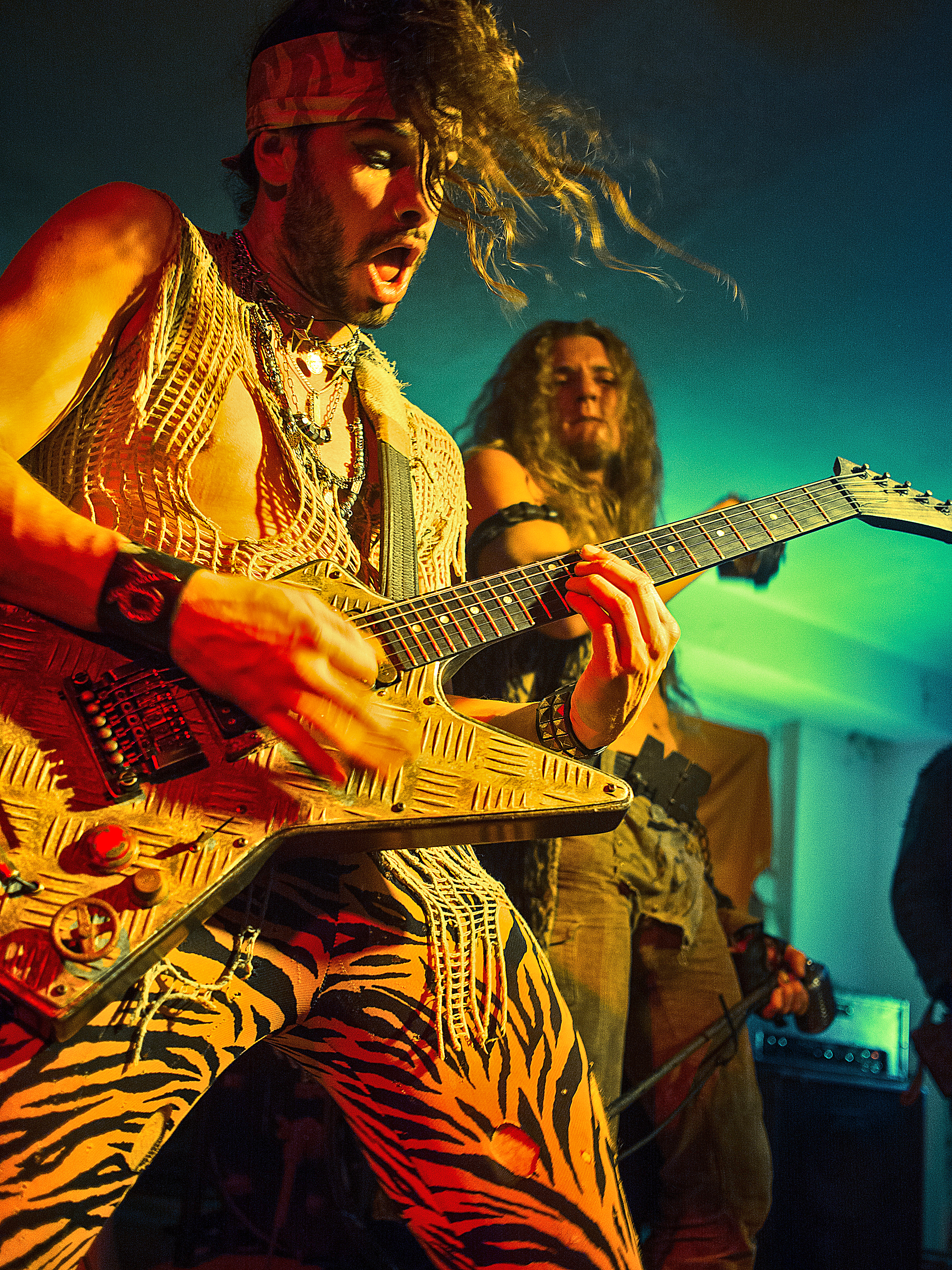
General MIDI (links) und General PAUSE (rechts) auf dem FATE-LARP Juni 2014

#### Fiktive Biografie der Band
Das endzeitliche Setting ist auch Grundlage für MegaBoschs Kurzbiografie. Laut dieser wurde die Band mit der Idee gegründet, der postapokalyptischen Welt die Rockmusik zurückzubringen. Dafür ziehen sie als selbsternannte „Rockstars der Apokalypse“ durch die Einöde in einer Welle der Dekadenz und Zügellosigkeit.
Als Tour-Fahrzeug dient ihnen der sogenannte „MegaMog“ (ein von außen komplett verrosteter 71erUnimog), den sie auf vielen Veranstaltungen dabei haben.

## Stil
Für ihr Vorhaben, der Menschheit die Rockmusik zurückzubringen, bedient sich MegaBosch theatralisch und mit vielen großen Gesten der Klischees aus der Welt von bekannten Rockstars. Sie dient als roter Faden und findet sich in allen Details dieser Band wieder – Aussehen, Kostüme, Musik, Texte, Interviews, Umgang mit den Fans, ob live oder auf medialen Plattformen.

### Optik
Der Postapokalyptische Stil, dem MegaBosch sich verschrieben haben, wird gemein hin auch als „Retrokalypse“ bezeichnet. Ausgehend von der Idee, dass die Erde irgendwann zwischen den 1930er- und 1980er-Jahren eine Katastrophe apokalyptischen Ausmaßes erlitten hat, sind natürlich die Bruchstücke, aus denen sich die Überlebenden ihre „Neue Welt“ aufbauen, aus unserer heutigen Sicht alt und außer Mode. Dementsprechend werden – obgleich sich das Setting aus heutiger Sicht in der Zukunft befindet – keine futuristischen Elemente verwendet, sondern nur alte Dinge, die eben auf sehr alt und zusammengefrickelt getrimmt werden.
Auf Konzerten treten neben der Band auch öfter Tänzerinnen, Stripperinnen und Burlesque-Künstlerinnen auf.

### Musik
MegaBosch beschreiben ihre Musik mit dem Überbegriff „harte, geile Rockmusik“. Der Grundansatz der „Retrokalypse“ spiegelt sich in der Musik auch weitgehend wider. Sie sehen sie als eine Art Flickenteppich verschiedenster Musikstile, die „den großen Knall“ überlebt haben. So finden sich in ihrem Repertoire Einflüsse aus dem Hardrock, klassischem Heavy Metal, Swing, Punk, Country-Rock, Blues, Rock ’n’ Roll, Funk, Latin und Elektro.
Live improvisiert die Band häufig als Intro für ihre Konzerte oder als Untermalung zu einem Strip. Außerdem gibt es auf MegaBosch-Konzerten auch mal längere Gitarren- oder Schlagzeugsolo-Eskapaden.

### Texte
MegaBoschs Texte spiegeln ihr Leben in einer postapokalyptischen Welt wider. Die Texte sind deutsch und handeln um Drogen, Sex, Gewalt und Zügellosigkeit, zum Teil bitterböse, aber auch augenzwinkernd und bis an die Grenzen zur Karikatur überzeichnet. Oft geht es darum, trotz der widrigen äußeren Umstände die große Party zu feiern.

## Diskografie
Alben
- 2013: 2000 Watt (CD)
- 2015: MegaBosch LIVE in Wacken 2014 (DVD)
- 2022: Die Rockstars der Apokalypse (CD)

## Videos
- 2010: Es ist Geil
- 2013: Welcome to Paradise City
- 2013: Rabbaddha
- 2024: Weil ich es kann